# Danyna
Danyna (ukrainisch Данина; russisch Данино Danino) ist ein Dorf in der ukrainischen Oblast Tschernihiw mit etwa 580 Einwohnern (2024).
Danyna wurde im Jahr 1627 erstmals schriftlich erwähnt, zwischen 1920 und dem 7. September 2016 trug der Ort den Namen Danyne (Данине).
Die Ortschaft liegt etwa 30 km südlich vom Rajonzentrum Nischyn und etwa 120 km südöstlich der Oblasthauptstadt Tschernihiw.
Am 12. Juni 2020 wurde das Dorf ein Teil der Siedlungsgemeinde Lossyniwka, bis dahin bildete es die gleichnamige Landratsgemeinde Danyna (Данинська сільська рада/Danynska silska rada) im Süden des Rajons Nischyn.
Am 12. Juni 2020 kamen noch die 9 in der untenstehenden Tabelle aufgelisteten Dörfer sowie die Ansiedlungen Myrne und Switanok zum Gemeindegebiet.

## Persönlichkeiten
- Hanna Uscherenko, ukrainische Stickerin und Volkskünstlerin wurde am 14. Mai 1949 in Danyne geboren.
- Mykola Tymoschyk, ukrainische Wissenschaftler, Journalist, Essayist, Literaturkritiker und Verleger kam am  18. Januar 1956 im Dorf zur Welt.